# Proasellus similis
Proasellus similis là một loài chân đều trong họ Asellidae. Loài này được Birstein miêu tả khoa học năm 1967.